# Environnement au Mozambique
L'environnement au Mozambique est l'environnement (ensemble des éléments - biotiques ou abiotiques - qui entourent un individu ou une espèce et dont certains contribuent directement à subvenir à ses besoins) du pays Mozambique.
Avec une production importante de pétrole, ce pays exerce de lourdes pressions sur l'environnement, entraînant une aggravation de la pollution et une surexploitation des ressources naturelles.

## La biodiversité au Mozambique

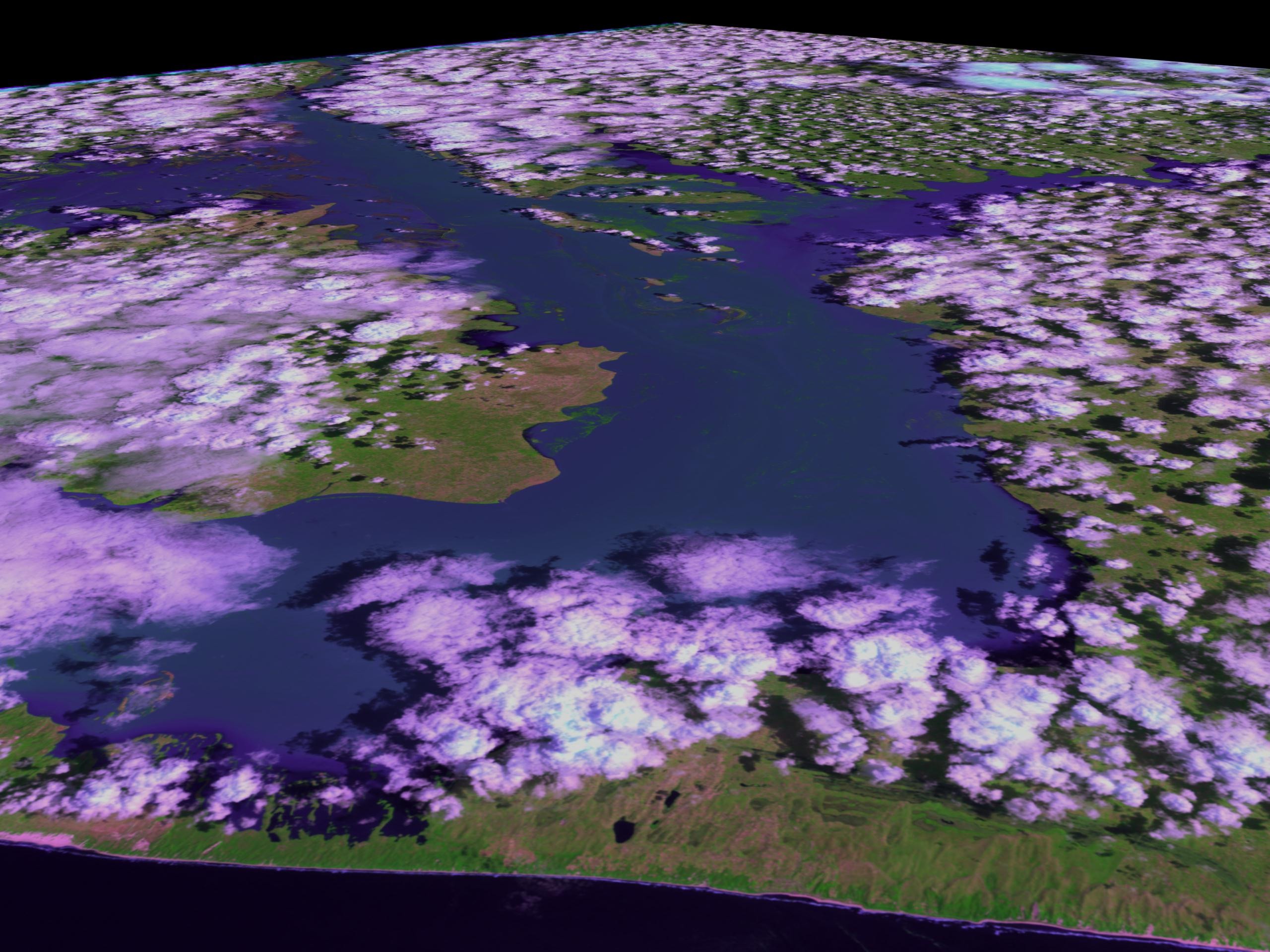
inondation au Mozambique

## Impacts sur les milieux naturels

### Pollutions

#### La gestion des déchets
Un habitant d'Afrique sub-aharienne génère en moyenne 165 kg de déchets par an et par habitants en 2023 (soit nettement moins que dans les pays plus riches).

## L'exposition aux risques

### Réchauffement climatique et recul du trait de côte
Selon un rapport publié dans la revue Scientific Reports, mercredi 7 juillet 2021, si les émissions de gaz à effet de serre ne venaient pas à être régulées, 90 % des estuaires étudiés devraient reculer d’ici à la fin du siècle, et les deux tiers d’entre eux subiraient un recul de plus de 100 m. Le trait de côte de l’estuaire du Pungue, à Beira, reculerait de 485 m dans un scénario à fortes émissions